# Jerzy Janisch
Jerzy Janisch (ur. 19 kwietnia 1901 w Gródku Jagiellońskim, zm. 2 października 1962 w Warszawie) – polski malarz, współzałożyciel ugrupowania „Artes”.

## Życiorys
Studia malarskie rozpoczął od prywatnych lekcji u Zofii Albinowskiej-Minkiewiczowej i W. Krycińskiego, w latach 1921-1924 studiował w Państwowej Szkole Przemysłowej we Lwowie u Kazimierza Sichulskiego. W latach 1924–1925 i 1928-1929 kształcił się w Paryżu.
W roku 1929 powrócił do Lwowa, gdzie wraz z Aleksandrem Krzywobłockim i Mieczysławem Wysockim założył stowarzyszenie „Artes”. W latach trzydziestych pracował we Lwowie przy konserwacji zabytkowych polichromii. Współpracował z miesięcznikiem „Sygnały”. Okres II wojny światowej spędził do 1941 we Lwowie, potem w Krakowie, po wojnie zamieszkał w Warszawie.

## Twórczość
Malarstwo Janischa wykazuje wpływy neofowizmu i surrealizmu. Na początku lat pięćdziesiątych ulegał wpływom socrealizmu. 
Stosował farby olejne, gwasze, zajmował się rysunkiem, fotomontażem i kolażem.